# Haemaphysalis calva
Haemaphysalis calva este o specie de căpușe din genul Haemaphysalis, familia Ixodidae, descrisă de Thomas Nuttall ug Warburton în anul 1915. Conform Catalogue of Life specia Haemaphysalis calva nu are subspecii cunoscute.